# 708-ма фольксгренадерська дивізія (Третій Рейх)
708-ма фольксгренадерська дивізія (нім. 708. Volksgrenadier-Division) — піхотна дивізія народного ополчення (фольксгренадери), що входила до складу вермахту на завершальному етапі Другої світової війни. Дивізія сформована у вересні 1944 року шляхом переформування 573-ї фольксгренадерської дивізії.

## Історія
708-ма фольксгренадерська дивізія була створена 4 вересня 1944 року на території Словаччини на основі формувань 573-ї фольксгренадерської дивізії під час проведення 33-ї хвилі мобілізації німецького вермахту. Дивізія формувалася як заміна знищеній у Нормандії 708-й піхотній дивізії вермахту.
З листопада 1944 року діяла на Західному фронті. У лютому 1945 року розгромлена у Кольмарському мішку.

## Райони бойових дій
- Чехословаччина (вересень — листопад 1944);
- Франція (листопад 1944 — лютий 1945).

## Командування

### Командири
- генерал-майор Йозеф Крігер (нім. Josef Krieger) (15 вересня — 15 листопада 1944);
- генерал-майор Вільгельм Блеквенн (нім. Wilhelm Bleckwenn) (15 листопада 1944 — 21 лютого 1945).

### Підпорядкованість
| Час      | Корпус  | Армія       | Група армій (округ)        | Штаб   |
| -------- | ------- | ----------- | -------------------------- | ------ |
| 1944     |         |             |                            |        |
| листопад | LXIV ак | 19-та армія | Група армій «G»            | Ельзас |
| 1945     |         |             |                            |        |
| січень   | LXIV ак | 19-та армія | Група армій «Верхній Рейн» | Ельзас |

### Склад
| 1944                                     |
| ---------------------------------------- |
| 728-й гренадерський полк                 |
| 748-й гренадерський полк                 |
| 760-й гренадерський полк                 |
| 658-й артилерійський полк                |
| 708-й інженерний батальйон               |
| 708-й фузілерний батальйон               |
| 708-й батальйон зв'язку                  |
| 708-мє дивізійне управління забезпечення |
| 1708-й запасний батальйон                |